# ドワルス・ドール・フラーンデレン
ドワルス・ドール・フラーンデレン（Dwars door Vlaanderen）は、例年3月下旬、ベルギーのワレヘムをゴール地点とする自転車ロードレースのワンデイレース。
2013年シーズンよりUCIヨーロッパツアー1.HCカテゴリに、2017年シーズンより最高カテゴリのUCIワールドツアーとなった。

## 概要
ロンド・ファン・フラーンデレンが「フランドル一周」のニュアンスなのに対し、「ドワルス・ドール・フラーンデレン」は「フランドルをまっすぐに横切る」というニュアンスであり、対照的なレース名となっている。ただし実際のコースはロンド・ファン・フラーンデレンと同様に石畳の丘をいくつも越えるものであり、必ずしも直線的な訳ではない。
上述の通り、ゴール地点はワレヘムと決まっているが、スタート地点は年によって変わる。
1945年から1999年までは、ドワルス・ドール・ベルヒエ（Dwars door België）という名称で行われていた。なお、1945年及び1946年、並びに1948年から1964年までは2日間のステージレースだった。
かつてはフランデレン地域で行われる春のフランドル・クラシックの皮切りとなる大会で、この後、E3ハレルベーク、ヘント〜ウェヴェルヘム、デ・パンネ3日間、ロンド・ファン・フラーンデレンと続いた。2024年現在はクラシック・ブルッヘ〜デ・パンネ→E3サクソ・クラシック→ヘント〜ウェヴェルヘム→ドワルス・ドール・フラーンデレン→ロンド・ファン・フラーンデレンの開催順となっている。これらを総称して、フランドル自転車週間（フラマン語 :Vlaamse Wielerweek）と呼ばれることもある。

## 歴代優勝者
| 年   | 優勝者                             |
| ---- | ---------------------------------- |
| 1945 | リック・ファン・ステーンベルヘン   |
| 1946 | モリス・デシンペラール             |
| 1947 | アルベール・セルキュ               |
| 1948 | アンドレ・ロセール                 |
| 1949 | レイモン・アンパニ                 |
| 1950 | アンドレ・ロセール                 |
| 1951 | レイモン・アンパニ                 |
| 1952 | アンドレ・マールブランク           |
| 1953 | ブリック・ショット                 |
| 1954 | ヘルマン・デライク                 |
| 1955 | ブリック・ショット                 |
| 1956 | リュク・ドミュンステル             |
| 1957 | ノエル・フォレ                     |
| 1958 | アンドレ・フラーイエン             |
| 1959 | ロジェ・バーンス                   |
| 1960 | アルテュール・デカボーテル         |
| 1961 | モリス・ムルマン                   |
| 1962 | マルティン・ファン・ヘヌフデン     |
| 1963 | クレメント・ロマン                 |
| 1964 | ピート・ファン・エスト             |
| 1965 | アルフォンス・ヘルマンス           |
| 1966 | ワルテル・ホデフロート             |
| 1967 | ダニエル・ファン・ライクフヘム     |
| 1968 | ワルテル・ホデフロート             |
| 1969 | エリック・ルマン                   |
| 1970 | ダニエル・ファン・ライクフヘム     |
| 1971 | 開催なし                           |
| 1972 | マルク・ドメイエ                   |
| 1973 | ロジェ・ロイスフ                   |
| 1974 | ルイ・フェルレイト                 |
| 1975 | セース・プリム                     |
| 1976 | ウィリー・プランカールト           |
| 1977 | ワルテル・プランカールト           |
| 1978 | ヨス・スヒペル                     |
| 1979 | フスターフ・ファン・ロースブルック |

| 年   | 優勝者                           |
| ---- | -------------------------------- |
| 1980 | ヨハン・ファン・デル・メール     |
| 1981 | フランク・ホスト                 |
| 1982 | ヤン・ラース                     |
| 1983 | エティアンヌ・デ・ウィルデ       |
| 1984 | ワルテル・プランカールト         |
| 1985 | エディ・プランカールト           |
| 1986 | エリック・ファンデラールデン     |
| 1987 | イェル・ナイダム                 |
| 1988 | ジョン・タレン                   |
| 1989 | ディルク・デ・ウォルフ           |
| 1990 | エドヴィヒ・ファン・ホーイドンク |
| 1991 | エリック・ファンデラールデン     |
| 1992 | オラフ・ルートヴィヒ             |
| 1993 | ヨハン・ムセウ                   |
| 1994 | カルロ・ボマンス                 |
| 1995 | イェル・ナイダム                 |
| 1996 | トリスタン・ホフマン             |
| 1997 | アンドレイ・チミル               |
| 1998 | トム・ステールス                 |
| 1999 | ヨハン・ムセウ                   |
| 2000 | トリスタン・ホフマン             |
| 2001 | ニコ・エークハウト               |
| 2002 | バーデン・クック                 |
| 2003 | ロビー・マキュアン               |
| 2004 | リュドヴィック・カペル           |
| 2005 | ニコ・エークハウト               |
| 2006 | フランク・フヘレン               |
| 2007 | トム・ボーネン                   |
| 2008 | シルヴァン・シャヴァネル         |
| 2009 | ケヴィン・ファン・インプ         |
| 2010 | マティ・ブレシェル               |
| 2011 | ニック・ニュイエンス             |
| 2012 | ニキ・テルプストラ               |
| 2013 | オスカル・ガット                 |
| 2014 | ニキ・テルプストラ               |

| 年   | 優勝者                                     |
| ---- | ------------------------------------------ |
| 2015 | イェレ・ヴァライス                         |
| 2016 | イェンス・デブシェル                       |
| 2017 | イヴ・ランパールト                         |
| 2018 | イヴ・ランパールト                         |
| 2019 | マチュー・ファン・デル・プール             |
| 2020 | 新型コロナウイルス感染症の流行の影響で中止 |
| 2021 | ディラン・ファン・バールレ                 |
| 2022 | マチュー・ファン・デル・プール             |
| 2023 | クリストフ・ラポルト                       |
| 2024 | マッテオ・ヨルゲンソン                     |
| 2025 | ニールソン・パウレス                       |